# 1229 Tilia
Az 1229 Tilia (ideiglenes jelöléssel 1931 TP1) egy kisbolygó a Naprendszerben. Karl Wilhelm Reinmuth fedezte fel 1931. október 9-én, Heidelbergben.